# Одесская улица (Москва)
Оде́сская у́лица — улица в Юго-Западном административном округе города Москвы на территории района Зюзино.

## Название
Улица получила своё название 24 августа 1966 года по городу Одесса (областному центру Украины) в связи с расположением на юге Москвы.

## История
Улица является бывшим переулком рабочего посёлка, возникшего вокруг деревни Волхонка в 1930-х годов (см. Коломенский посёлок). В конце 1950-х годов окрестные селения присоединили к Москве, и здесь началось массовое жилищное строительство (см. Волхонка-ЗИЛ). В 1966 году переулок окончательно получил статус улицы.

## Расположение
Одесская улица проходит от Нахимовского проспекта на юго-запад, с юго-востока к ней примыкает Сивашская улица, далее Одесская улица пересекает Болотниковскую улицу, с юго-востока к ней примыкает Малая Юшуньская улица, после чего Одесская улица поворачивает на юг и проходит до улицы Каховка. Нумерация домов начинается от Нахимовского проспекта.

## Примечательные здания и сооружения
По нечётной стороне:
- № 13 — Средняя школа № 516

По чётной стороне:
- № 12а — Московский детско-юношеский центр экологии, краеведения и туризма
- № 16/2 — Средняя школа № 2042 им. Лазаревых с углублённым изучением восточных языков

## Транспорт

### Автобус
- с918: от Нахимовского проспекта до Болотниковской улицы

### Метро
- Станции метро  Каховская и  Севастопольская (соединены переходом) — у южного конца улицы, на пересечении Азовской улицы с улицей Каховка и Чонгарским бульваром
- Станция метро  Нахимовский проспект — у северного конца улицы, на пересечении Азовской улицы с Нахимовским проспектом и Фруктовой улицей